# Marga Landova
Marga Landova fue una actriz italiana que en sus primeras películas utilizó el nombre de María Elena Rouge. Dejó la actuación al casarse con el cantante Mario Clavell, junto al que permaneció hasta la muerte de él.

## Carrera profesional
Debutó en 1942 en Tú eres la paz, filme dirigido por Gregorio Martínez Sierra y filmado parcialmente en la provincia de Córdoba. Trabajó en varias comedias dirigidas por Carlos Schlieper. 
En televisión en 1955 trabajó por Canal 7 en Amor...amor, al año siguiente lo hacía en Tengo un corazón... y en 1957 en La fórmula del amor, en todos los casos junto a Mario Clavell.

## Filmografía
Actriz
- Escándalo nocturno   (1951)
- Con la música en el alma   (1951)
- Cuando besa mi marido   (1950)
- Una noche en el Ta Ba Rin   (1949)
- Fúlmine   (1949)
- La calle grita   (1948)
- La serpiente de cascabel   (1948) …Alumna
- El misterioso tío Silas   (1947) …Mónica Morris
- La dama del collar   (1947) …Empleada
- Casi un sueño   (1943)
- Tú eres la paz   (1942)